# TOPxMM
TOPxMM – szósta EP-ka amerykańskiego duetu muzycznego Twenty One Pilots, która została wydana 20 grudnia 2016 roku. Na tej EP-ce znalazło się kilka nowych wersji utworów duetu z albumu Blurryface (pomijając pierwszy utwór - Heathens). Żaden utwór z tej EP-ki nie został wydany jako singel.
Duetowi, podczas nagrywania tej EP-ki, towarzyszyła grupa rockowa - Mutemath.

## Lista utworów
| Nr | Tytuł utworu                        | Długość |
| -- | ----------------------------------- | ------- |
| 1. | „Heathens (feat. Mutemath)”         | 4:34    |
| 2. | „Heavydirtysoul (feat. Mutemath)”   | 4:00    |
| 3. | „Ride (feat. Mutemath)”             | 3:48    |
| 4. | „Tear in My Heart (feat. Mutemath)” | 3:48    |
| 5. | „Lane Boy (feat. Mutemath)”         | 5:21    |
|    |                                     | 21:31   |

Wszystkie utwory zostały napisane przez Tylera Josepha.

## Twórcy albumu

### Twenty One Pilots
- Tyler Joseph - wokale główne, syntezator (outro utworu Lane Boy)
- Josh Dun - perkusja; trąbka (intro utworu Tear in My Heart)

### Mutemath
- Paul Meany - syntezatory, programowanie, chórki (oprócz Lane Boy)
- Darren King - perkusja (oprócz Heathens); syntezator i ksylofon (Heathens); tamburyn (Heavydirtysoul i Ride)
- Roy Mitchell-Cárdenas - wiolonczela (Heathens); gitara basowa (Tear in My Heart); gitara (Heavydirtysoul, Ride i Lane Boy)
- Todd Gummerman - syntezatory, programowanie, chórki; tamburyn (Tear in My Heart)